# Tseel, Töv
Tseel (tiếng Mông Cổ: Цээл) là một sum của tỉnh Töv ở Mông Cổ. Vào năm 2007, dân số của sum là 2.352 người.

## Địa lý
Sum có diện tích khoảng 1.600 km2. Trung tâm sum, Orgil, nằm cách tỉnh lỵ Zuunmod 199 km và thủ đô Ulaanbaatar 169 km.

### Khí hậu
Tseel có nhiệt độ trung bình hàng năm là 2 °C. Tháng ấm nhất là tháng 7, khi nhiệt độ trung bình là 24 °C và lạnh nhất là tháng 1, với −23 °C. Lượng mưa trung bình hàng năm là 416 mm. Tháng ẩm ướt nhất là tháng 7, với lượng mưa trung bình là 92 mm, và khô nhất là tháng 2, với 2 mm.

## Kinh tế
Sum có một trường học, bệnh viện, khu dịch vụ và xưởng.